# KnowARC
基于ARC中间件服务与开放标准的网格化共享技术（Grid-enabled Know-how Sharing Technology Based on ARC Services and Open Standards，缩写：KnowARC），是一个3年期（2006－2009年）的研究和开发项目。该项目由欧盟第六框架计划（EU FP6）通过Information Society Technologies Priority下的Directorate-General for Information Society and Media部门的Directorate F: Emerging Technologies and Infrastructures（新兴技术和基础设施部门）资助。来自7欧洲国家10个项目合作伙伴参与其中，致力于开发网格技术。
KnowARC改善和扩展了现有的ARC网格中间件技术。该项目旨在大幅度提高下一代ARC网格中间件的知名度和并扩展其使用范围。项目将扩展ARC网格中间件，使之成为一个标准兼容的、可互操作的网格软件，并为企业和社会提供如何共享服务的基础技术。 KnowARC将改造现有的ARC网格中间件成为延续性的、实用性的下一代企业级的网格软件，并使之随时可以部署到不同的计算平台、或包含到各种操作系统。

## 參看
- NorduGrid
- Advanced Resource Connector (ARC)

## 外部連結
- KnowARC
- NorduGrid official website for the Advanced Resource Connector middleware （页面存档备份，存于）
- Information Society Technologies （页面存档备份，存于）